# Pillich Lajos
Pillich Lajos (Székelyudvarhely, 1913. január 13. – 2006.  november 22.) magyar vegyészmérnök, a Richter Gedeon Rt. kiemelkedő vezetője.

## Életpályája
Polgári értelmiségi családban született. 1935-ben szerzett vegyészmérnöki oklevelet a budapesti műegyetemen, ahol rövid ideig kisegítő tanársegéd volt. A Richter Gedeon Rt-nél kezdett dolgozni analitikusként. 1937-től üzemmérnöki beosztásban az inzulingyártást irányította, majd éveken át a gyár több üzemét vezette. 1942-ben előbb főmérnöki, majd műszaki igazgatói megbízást kapott. 1944 nyarán a cég igazgatósági tagja lett, majd augusztusban kinevezték ügyvezető igazgatóvá. 1944 decemberében döntő szerepe volt a gyár hatóságilag elrendelt kiürítésének és nyugatra telepítésének megakadályozásában.
1945 decemberétől ismét átvette a gyár műszaki vezetését, főmérnökként. Egyedül ő maradt meg a vállalat korábbi vezetői közül az 1948. évi államosítás után. Jelentős részben neki köszönhető, hogy a vállalat az 1950 utáni két évtized folyamán korszerű üzemmé fejlődött. Új mikrobiológiai eljárásokat vezettek be, megindították a szintetikus hormon- és polipeptidgyártást. Pillich Lajos nevéhez fűződik több mint 200 új készítmény, köztük a B12 vitamin gyártásának elindítása. 1968-ban műszaki igazgatóhelyettes lett.
1976-ban vonult nyugdíjba, 41 évi szolgálat után.
1990 és 1999 között a Richter Vegyészeti Gyár Rt. igazgatótanácsának elnöke volt, majd a társaság örökös tiszteletbeli elnöke.

## Írásai
- Pillich Lajos: Richter Gedeon. In: Magyar tudóslexikon A-tól Zs-ig. Főszerk. Nagy Ferenc. Budapest: Better; MTESZ; OMIKK. 1997. 679-680. o. ISBN 963-85433-5-3
- Pillich Lajos: Johan Béla, az ipari mikrobiológus. (Egészségügyi Munka, 1990)

## Díjai, elismerései
- Kossuth-díj bronz fokozata (1954)
- Munka Érdemrend
- Kiváló Dolgozó (8 alkalommal)
- 1987-ben arany, 1995-ben gyémánt vegyészmérnöki oklevél
- A Magyar Népköztársaság Aranykoszorúval Díszített Csillagrendje (1988)
- Kőbánya díszpolgára (1993)
- Magyar Köztársasági Érdemkereszt (1995)
- Richter Gedeon-díj (1996)
- Pro Inventore díj (1999)